# Жан Жерсон
Жан Шарлиѐ от Жерсон (на френски: Jean Charlier de Gerson) е френски богослов и писател.
Роден е на 13 декември 1363 година в Жерсон (днес част от Барби) в Шампан в селско семейство. През 1377 година заминава за Париж, където учи в Парижкия университет при Жил Дешан и Пиер д'Айи. От ранна възраст става един от водещите богослови в Университета, а през 1395 година е избран за негов канцлер. Той е сред главните фигури на движението на консилиаризма и един от най-влиятелните участници в Констанцкия събор през 1414 – 1418 година. След събора се оттегля от обществения живот и се установява в Лион, където продължава да пише богословски и художествени текстове.
Жан Жерсон умира на 12 юли 1429 година в Лион.